# Oreyte
Oreyte est une ancienne commune française du département des Pyrénées-Atlantiques. En 1829, la commune est réunie avec Sunarthe à Sauveterre-de-Béarn.

## Géographie
Le village est bâti sur un escarpement qui domine le gave d'Oloron.

## Toponymie

### Attestations anciennes
Le toponyme Oreyte apparaît sous les formes 
Oreite (1273, hommages de Béarn), 
Oreyta (1305, titres de Béarn), 
Oreyte (1307, cartulaire d'Orthez), 
Erreyti (1397, notaires de Navarrenx), 
Horeyte (1538, réformation de Béarn) et 
Oréite (1863, dictionnaire topographique Béarn-Pays basque).

### Graphie occitane
Son nom occitan gascon est Orèite.

## Histoire
Paul Raymond note qu'en 1385, Oreyte comptait six feux et dépendait du bailliage de Sauveterre.

## Démographie
| 1793 | 1800 | 1806 | 1821 |
| ---- | ---- | ---- | ---- |
| 114  | 74   | -    | 91   |

## Pour approfondir